# Street Champ
Albums de Big Shug
Who's Hard?
(2007) Otherside of the Game
(2008)
Street Champ est le troisième album studio de Big Shug, sorti le 17 juillet 2007.

## Liste des titres
| No  | Titre                                               | Contient un (des) sample(s) de                                                  | Durée |
| --- | --------------------------------------------------- | ------------------------------------------------------------------------------- | ----- |
| 1.  | Intro                                               |                                                                                 | 1:06  |
| 2.  | Streetchamp                                         |                                                                                 | 2:43  |
| 3.  | Hood With That                                      |                                                                                 | 4:14  |
| 4.  | Play It                                             | The Bridge de MC Shan Hip Hop de dead prez Charlie's Theme du Jimi Entley Sound | 3:08  |
| 5.  | Warpath (featuring Ea$y Money et Termanology)       |                                                                                 | 4:58  |
| 6.  | Walk Away                                           |                                                                                 | 2:33  |
| 7.  | Legbreakers (featuring Sean Price et Big Twins)     | L'Alpagueur de Michel Colombier                                                 | 4:23  |
| 8.  | Streets Move (featuring Singapore Kane)             | Don't Cha Love It des Miracles                                                  | 3:34  |
| 9.  | Spit It Real                                        |                                                                                 | 3:51  |
| 10. | It Just Don't Stop                                  | Pavane pour une infante défunte de Maurice Ravel                                | 2:20  |
| 11. | Call Me Back                                        |                                                                                 | 1:51  |
| 12. | Spitfire (featuring Dre Robinson et Singapore Kane) |                                                                                 | 4:11  |
| 13. | Hear Me                                             |                                                                                 | 3:05  |
| 14. | What You Gonna Do                                   | Boogieman de The Crystal Mansion                                                | 3:54  |
| 15. | Interlude                                           |                                                                                 | 2:07  |
| 16. | Exposed                                             |                                                                                 | 4:14  |
| 17. | Lost                                                |                                                                                 | 4:02  |
| 18. | After Me                                            | Blinded by Science de Foreigner                                                 | 2:01  |